# کرشمه قدرت
کرشمه قدرت (به هندی: Karishma Kudrat Kaa) فیلمی محصول سال ۱۹۸۵ و به کارگردانی سونیل هینگورانی است. در این فیلم بازیگرانی همچون درمندرا، میتون چاکرابورتی، راتی آگنیهوتری، آنیتا راج، شاکتی کاپور، سعید جعفری ایفای نقش کرده‌اند.